# Fabio Fornari
Fabio Fornari (falecido em 20 de fevereiro de 1596) foi um prelado católico romano que serviu como bispo de Nardò (1583–1596).

## Biografia
No dia 9 de março de 1583, Fabio Fornari foi nomeado Bispo de Nardò durante o papado de Gregório XIII, onde serviu como bispo até à sua morte a 20 de fevereiro de 1596.